# Otto Klemperer
Otto Klemperer (Breslavia, Imperio alemán (hoy en Polonia), 14 de mayo de 1885-Zúrich, 6 de julio de 1973) fue un director de orquesta alemán.

## Biografía
Fue discípulo de Hans Pfitzner en Berlín y de Gustav Mahler en Viena y tomó lecciones de composición de Arnold Schönberg en Berlín y, durante la Segunda Guerra Mundial, en los Estados Unidos.
Era primo del escritor y filólogo Victor Klemperer.
Con Pfitzner terminó sus estudios en Berlín y también le siguió como director de orquesta durante tres años en Estrasburgo, que por entonces pertenecía a Alemania. Pero los enfrentamientos entre Pfitzner y Klemperer no tardaron en suscitarse, tal vez, por el hecho de que Klemperer se retirase durante un año a la soledad de un pueblo alsaciano con el objeto de dedicarse al estudio de partituras. Klemperer no quería considerarse un artista de oficio o un músico que se entrega inconscientemente a la práctica, sino que buscaba una espiritualidad mucho más amplia. Consecuentemente, Klemperer necesitó una y otra vez fases más o menos prolongadas de clarificación filosófica.
Las diferencias con Hans Pfitzner fueron compensadas por la cercanía que el director alemán siempre tuvo con Gustav Mahler. Este ya había recomendado a Klemperer en 1907 para el Landestheaster alemán de Praga y también le había allanado el camino en 1910 para Hamburgo y en 1912 para el Teatro de la Ópera de Erberfeld-Barmen. Después de tres años en Estrasburgo siguió un período más largo en Colonia, concretamente de 1917 a 1924, al término del cual Klemperer fue nombrado director general de Música. Entonces, Klemperer contaba ya con cerca de 40 años de edad; algo similar a lo que le ocurrió a Furtwängler, quien hasta cumplidos los 40 años no llegó a ser famoso en el ámbito internacional. Klemperer nunca se sintió una “figura”, sino que más bien encarnaba a un tipo áspero e inmanejable, cuyas características específicas no estaban dirigidas tanto hacia el éxito como a su autorrealización artística.
Desde Colonia, Klemperer dio un paso atrás en 1924 y asumió durante tres años la dirección de la Ópera de Wiesbaden, un puesto de nivel inferior.
En 1927 fue nombrado director titular de la Ópera Kroll de Berlín, puesto en el que adquirió reputación como intérprete de la música de vanguardia de su tiempo, en especial de las obras de su maestro Schönberg, Paul Hindemith, Kurt Weill, Franz Schreker o Ernst Krenek. El intento de Klemperer de interpretar lo viejo y lo nuevo desde el espíritu de una despierta contemporaneidad fracasó pese a la máxima intensidad de su trabajo y a pesar de logros artísticos intensamente admirados. En la crisis económica de Alemania, que tras años de relativa calma y prosperidad volvía a agravarse, un instituto de cultura económicamente deficitario suponía — junto a los dos teatros berlineses de ópera ya establecidos — una carga que únicamente hubiese sido soportable si los responsables de la política cultural se hubieran empleado a fondo. De cualquier modo, los sectores más conservadores de la política no dejaban pasar ninguna oportunidad para atacar a la Krolloper, por lo que esta institución tuvo que cerrar las puertas en 1931. La tradición de la Krolloper fue en parte revivida después de la Segunda Guerra Mundial en Berlín Oriental a través de la Komische Oper de Walter Felsenstein, en cuyos primeros días Klemperer dirigió Carmen como artista invitado. Entre 1931 y 1933, Klemperer trabajó junto a Erich Kleiber en la Ópera del Estado de Berlín. En aquella época coincidió en Berlín con Bruno Walter, que dirigía el otro teatro de ópera de la ciudad, y con Wilhelm Furtwängler, director de la Filarmónica.
En 1931 dirigió en el Teatro Colón de Buenos Aires Los maestros cantores de Núremberg con Ludwig Hofmann, Alexander Kipnis y Salvatore Baccaloni, Las bodas de Fígaro con Carlo Galeffi, Kipnis y Baccaloni y El anillo del nibelungo con un elenco que incluía a Hofmann, Kipnis, Frida Leider y Lauritz Melchior.
En 1933 tuvo que huir de Alemania por el acoso del régimen nazi que le reprochaba su origen judío, aunque estuviera bautizado, refugiándose en los Estados Unidos.
En Estados Unidos alcanzó el puesto de director titular en la Orquesta Filarmónica de Los Ángeles, donde se hizo conocido por sus interpretaciones del repertorio alemán (particularmente Beethoven y Brahms). En 1939, tras sufrir una operación por un tumor cerebral, padeció diversos trastornos depresivosm y tuvo que dejar la titularidad de la orquesta tras diversos incidentes, que provocaron que ninguna otra orquesta norteamericana le ofreciera un puesto estable. 
Después de la guerra, el mundo musical alemán era aprensivo a concederle la dirección de sus grandes orquestas, por lo que continuó su carrera como director en la ópera de Budapest (1947 - 1950). Luego se convirtió en director itinerante, dirigiendo en Dinamarca, Canadá, Holanda y, en Alemania, particularmente en la Radio de Colonia. Después, en Londres, Walter Legge le ofreció un contrato discográfico con EMI. A finales de los años 50, tras la muerte de sus contemporáneos Furtwängler, Toscanini, Erich Kleiber y Mengelberg, llegó a ser uno de los directores más prestigiosos y respetados del mundo. En esta época, Walter Legge hace que el nombre de Klemperer sea reconocido mundialmente gracias a sus grabaciones discográficas con la Orquesta Philharmonia de Londres, de la que pasó a ser director titular en 1959 al marcharse Herbert von Karajan. A finales de los años 60, una serie de conciertos triunfales en Viena y Múnich señalan su aparente reconciliación con el mundo cultural germánico, del que siempre fue un gran defensor. En Londres, Klemperer dirigió a menudo en la Royal Opera House, donde en ocasiones se hacía cargo también de la dirección de escena. Se recuerdan sus interpretaciones de Lohengrin, Fidelio, El holandés errante y La flauta mágica.

## Estilo musical
Otto Klemperer fue uno de los últimos representantes de la Escuela Alemana de dirección orquestal. Pero fue también la figura simbólica de un incorruptible carácter de músico y la encarnación de una relación fundamentalmente sobria con la música. Si bien su seriedad a la hora de realizar música procede de la inconfundible tradición germánica, no es menos cierto que Klemperer dejó muy tras de sí el tradicionalismo. Klemperer nunca borró de su horizonte el modernismo. Con ardiente intensidad había interpretado ya muy temprano música contemporánea y en los años de la Krolloper fue una de las figuras más descollantes de la vanguardia artística.
Marcado por la amarga experiencia del exilio, Otto Klemperer abandona a partir de 1945 el repertorio moderno (a excepción de la música de Gustav Mahler) y se consagra al gran repertorio austrogermánico del Clasicismo y Romanticismo. Es difícil encontrar en su discografía oficial interpretaciones de obras escritas después de 1918. Los tempi de sus versiones muestran a veces una lentitud que quizá pueda sorprender si se piensa que en su juventud Klemperer había sido un director fogoso y amante de la vanguardia. Esta evolución de estilo y de repertorio es similar a la que más tarde experimentarán Sergiu Celibidache y Günter Wand.
Como intérprete severo y con un estilo lapidario y sin concesiones, Klemperer supo enfrentarse a las tendencias de la dirección orquestal de su tiempo, muy marcadas por la búsqueda de la perfección superficial y el pretendido hallazgo de matices originales, mediante una solidez que incluso manifestaba en las partituras más ligeras, confiriéndoles sorprendentes perspectivas de importancia y luminosidad. En su más tardío legado discográfico, Klemperer fue capaz — mucho más que otros de su generación — de fijar para siempre su intención interpretativa, dejando versiones de referencia de las obras interpretadas, que fueron adquiriendo mediante imponentes procesos de purificación y aclaración una configuración de acentuada voluntad. El estilo de su interpretación, frenético y sólido a partes iguales, trascendía la nueva objetividad hasta alcanzar un utópico subjetivismo en el que lo individual se encuentra siempre iluminado por lo general. Klemperer, de esta manera, no deseó ser más que un honesto director, un traductor en absoluto presuntuoso como para definirse a sí mismo a la manera de un valedor de declaradas causas. Simplemente, Klemperer hizo que volviera a iluminarse lo que parecía ya consumido del todo hace tiempo.

## Repertorio y discografía
Klemperer grabó para EMI y para Hungaroton interpretaciones de una extraordinaria intensidad y poder: Beethoven, Bruckner, Bach, Mahler, Mozart, Haydn, Brahms y Wagner son algunos de sus compositores favoritos. Está considerado unánimemente como uno de los mejores directores de la historia y sus registros de Das Lied von der Erde de Mahler, Fidelio de Beethoven, El holandés errante de Wagner y Un Réquiem alemán de Brahms, referenciales.
Entre sus numerosas grabaciones pueden destacarse:
- Bach: St Matthew Passion con Dietrich Fischer-Dieskau, Peter Pears, Elisabeth Schwarzkopf, Christa Ludwig, Nicolai Gedda y Walter Berry
- Bach: Mass in B minor
- Bach: Brandenburg Concertos con la Philharmonia Orchestra on ΕΜΙ
- Bartók: Viola Concerto (con William Primrose, y la Concertgebouw Orchestra, live, Archiphon)
- Beethoven: Symphony cycles
- Beethoven: Symphony n.º 9 (en directo, noviembre de 1957 y otra interpretación de 1961)
- Beethoven: Fidelio con Christa Ludwig, Jon Vickers, Gottlob Frick y Walter Berry - Warner Classics
- Beethoven: Fidelio (live)
- Beethoven: Missa Solemnis
- Beethoven: Piano Concertos Nos. 3-5, (con Claudio Arrau, live, Testament)
- Beethoven: Piano Concertos Nos. 1-5, (con Daniel Barenboim, EMI)
- Brahms: Symphony cycles
- Brahms: Violin concerto, con David Oistrakh
- Brahms: Ein deutsches Requiem, con Elisabeth Schwarzkopf y Dietrich Fischer-Dieskau
- Bruckner: Symphony n.º 4 in E-flat Major
- Bruckner: Symphony n.º 6 in A Major
- Bruckner: Symphony n.º 9 in D Minor con New York Philharmonic, 1934, y con New Philharmonia, EMI
- Chopin: Piano Concerto n.º 1 con Claudio Arrau, live, Music & Arts
- Franck: Symphony in D-minor
- Handel: Messiah, con Elisabeth Schwarzkopf, Grace Hoffman, Nicolai Gedda, y Jerome Hines
- Haydn: Symphonies 88, 92, 95, 98, 100, 101, 102, 104
- Hindemith: Nobilissima Visione Suite (Kölner Rundfunk-Sinfonie-Orchester, 1954, Andante)
- Janáček: Sinfonietta (a 1951 Concertgebouw Orchestra live, Archiphon)
- Mahler: Das Lied von der Erde, con Christa Ludwig y Fritz Wunderlich
- Mahler: Symphony n.º 2 in C Minor, "Resurrection", (1) – 1951 con Kathleen Ferrier & Jo Vincent; (2) – 1963 con Elisabeth Schwarzkopf & Hilde Rössel-Majdan
- Mahler: Symphony n.º 4 con Elisabeth Schwarzkopf
- Mahler: Symphony n.º 7, 1968
- Mahler: Symphony n.º 9
- Mendelssohn-Bartholdy: Symphonies Nos.3-4
- Mozart: Piano Concerto no. 25 (con Daniel Barenboim)
- Mozart: Symphonies Nos. 25, 29, 31, 33, 34, 35, 36, 38, 39, 40 y 41
- Mozart: Don Giovanni (live, Testament)
- Mozart: Die Zauberflöte, con Nicolai Gedda, Walter Berry, Gundula Janowitz, Lucia Popp, Elisabeth Schwarzkopf
- Schönberg: Verklärte Nacht (1955 live, Concertgebouw Orchestra, Archiphon)
- Schubert: Symphonies 5, 8(Inacabada) y 9. Philharmonia Orchestra (EMI)
- Schumann: Symphonies 1-4, Philharmonia Orchestra
- Schumann: Piano Concerto (con Annie Fischer)
- Stravinsky: Petrushka
- Stravinsky: Pulcinella
- Stravinsky: Symphony in Three Movements
- Chaikovski: Symphonies Nos. 4, 5 y 6, Philharmonia Orchestra, EMI
- Wagner: Oberturas, Preludios y fragmentos orquestales - Philharmonia Orchestra - Warner Classics
- Wagner: Der fliegende Holländer (The Flying Dutchman) (con Anja Silja)
- Wagner: Siegfried Idyll, versión de cámara original con miembros de la Philharmonia Orchestra
- Weill: Kleine Dreigroschenmusik, 1931

## Personalidad

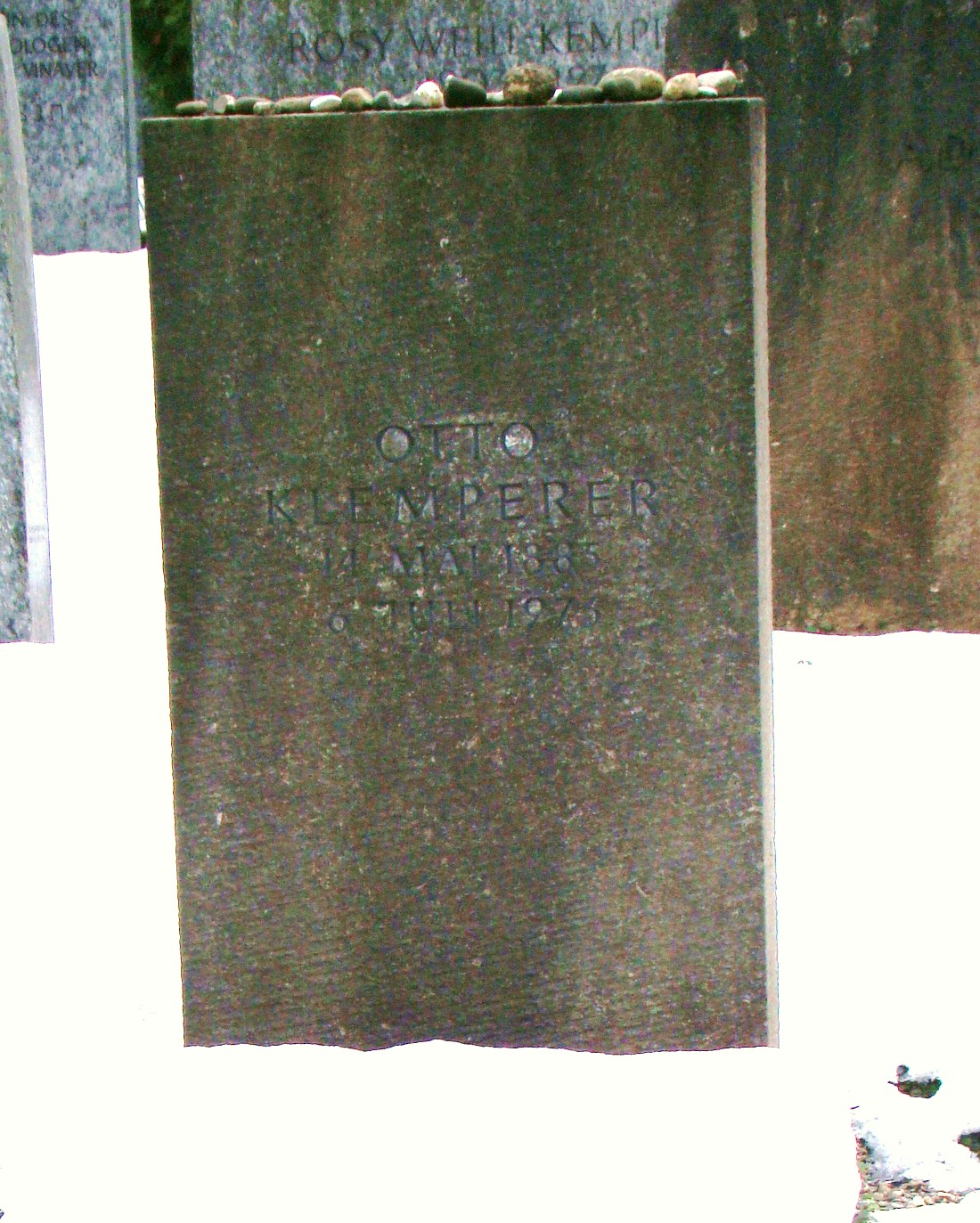
Tumba de Klemperer en el cementerio judío de Oberer Friesenberg en Zúrich.

Era conocido por su fuerte carácter y también por su humor ácido. Pese a haber sufrido varios infartos, continuó dirigiendo hasta una edad muy avanzada, con la mitad del rostro paralizado.

## Como compositor
Escribió sinfonías de inspiración malheriana, ninguna de las cuales forma parte hoy en día del repertorio habitual de las orquestas. Klemperer grabó su propia Sinfonía n.º 2 junto con la Sinfonía n.º 7 de Mahler.